# Danh sách đĩa đơn quán quân Hot 100 năm 2020 (Mỹ)

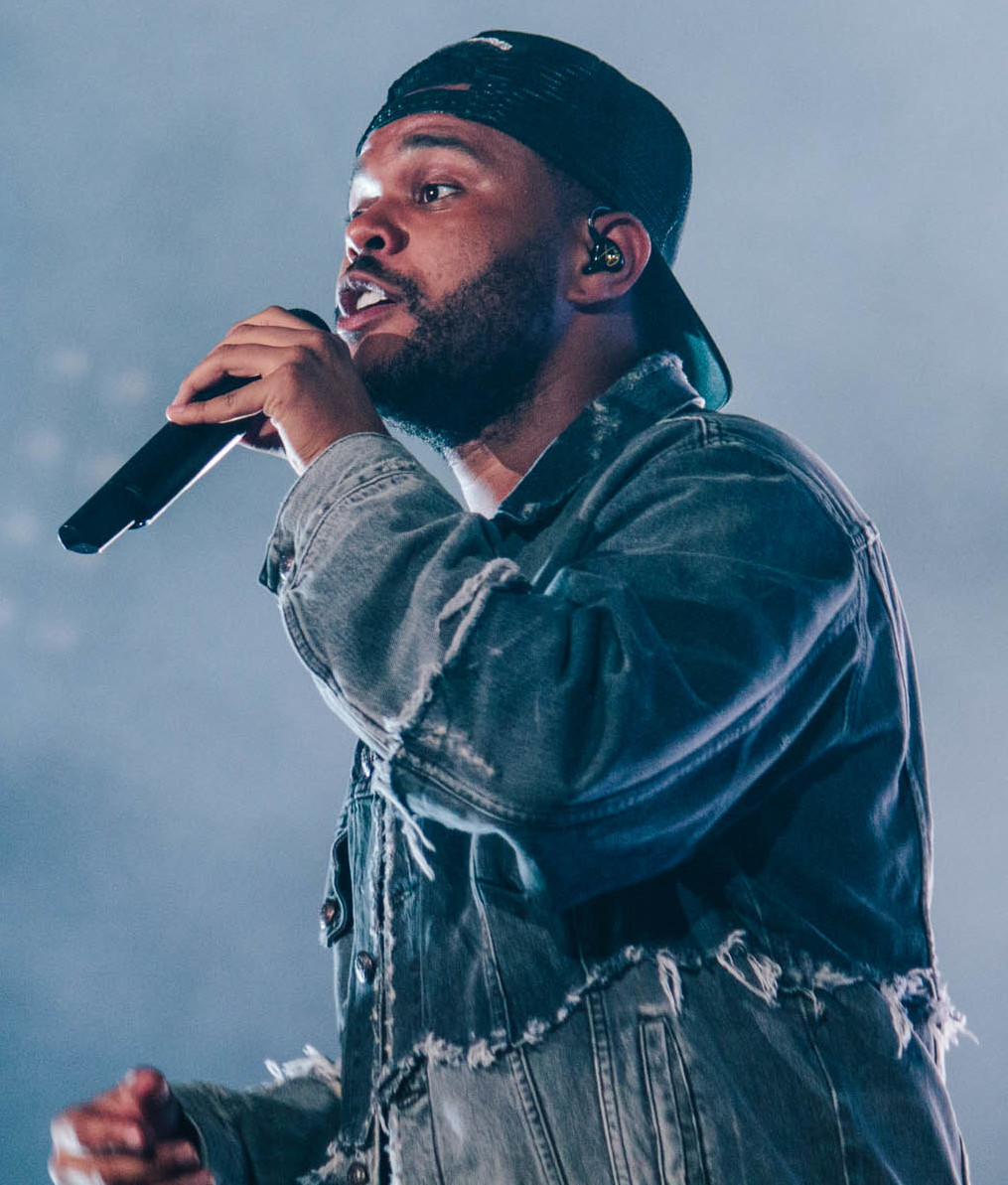
"Blinding Lights" củaThe Weeknd là bài hát có thành tích tốt nhất trong năm 2020 và phá kỷ lục nhiều tuần nhất trong top 5 và top 10 của Hot 100.

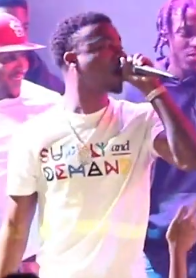
Roddy Ricch đã đạt được 2 đĩa đơn quán quân Hot 100 đầu tiên trong năm nay với "The Box" và "Rockstar", và dành nhiều tuần đứng đầu bảng xếp hạng nhất vào năm 2020, với 18 tuần.

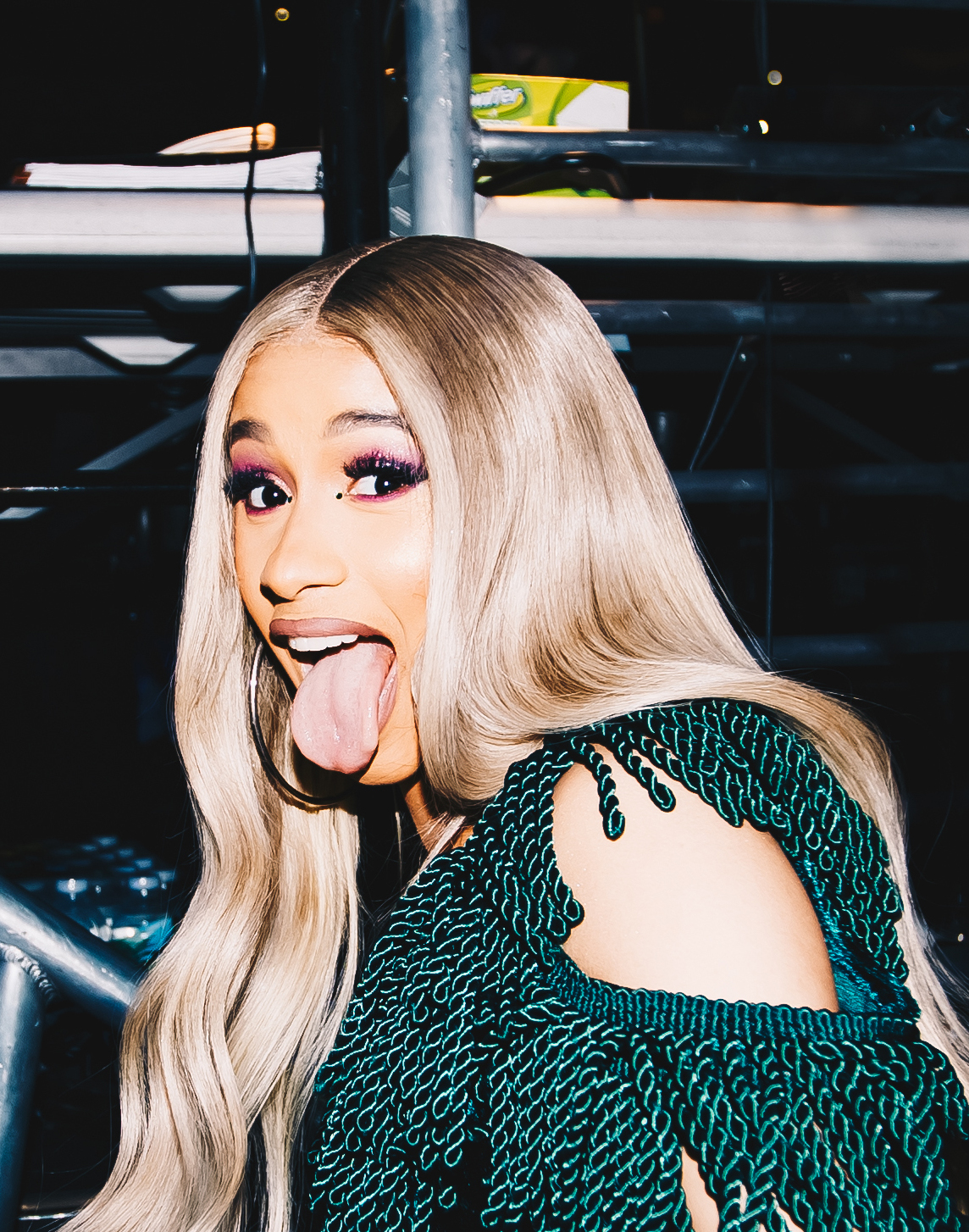
Cardi B đạt vị trí số 1 với "WAP", trở thành nữ rapper đầu tiên đạt được 4 đĩa đơn quán quân và là người đầu tiên đạt được nó trong nhiều thập kỷ khác nhau.

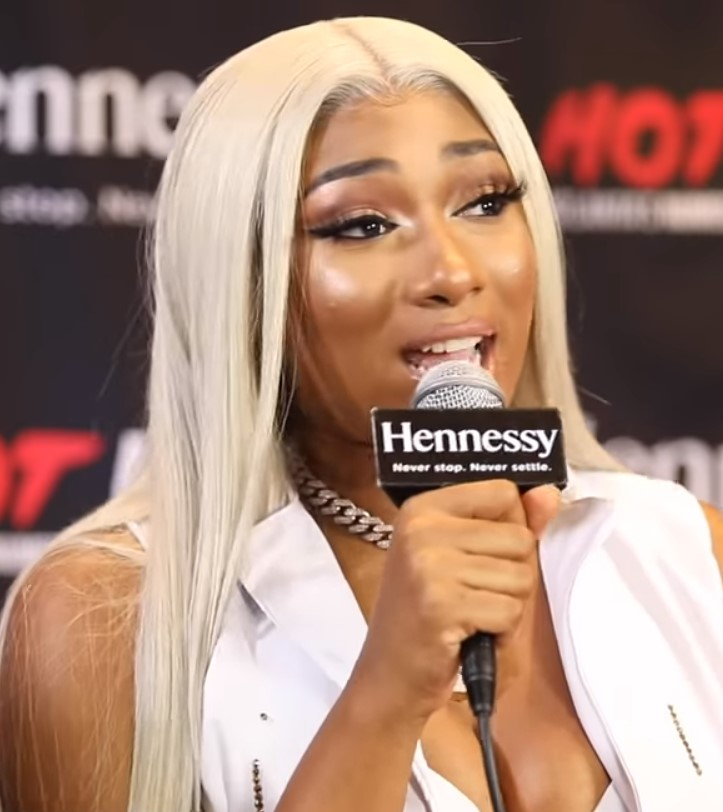
Megan Thee Stallion đã đạt được 2 đĩa đơn quán quân bảng xếp hạng Hot 100 đầu tiên với "Savage" và "WAP".

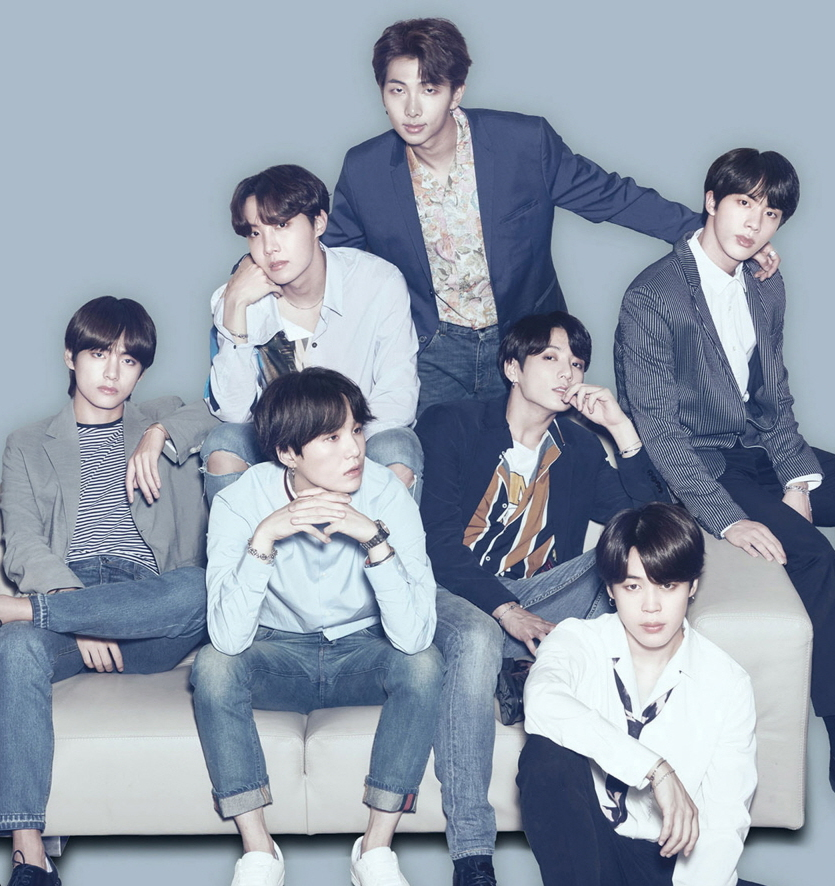
BTS đã đạt được 3 đĩa đơn quán quân trong năm 2020, bao gồm "Life Goes On", bài hát tiếng Hàn đầu tiên đứng đầu Hot 100.

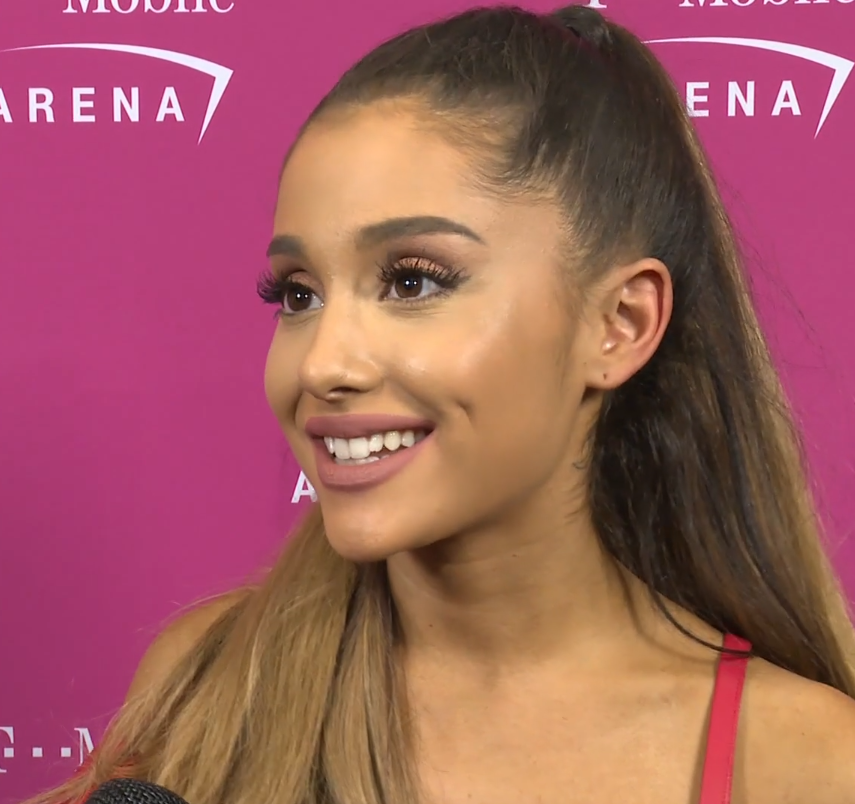
Ariana Grande trở thành nghệ sĩ đầu tiên có 3 bài hát ra mắt ở vị trí quán quân trong một năm và mở rộng kỷ lục về số lần ra mắt ở vị trí quán quân nhiều nhất với 5 đĩa đơn quán quân.

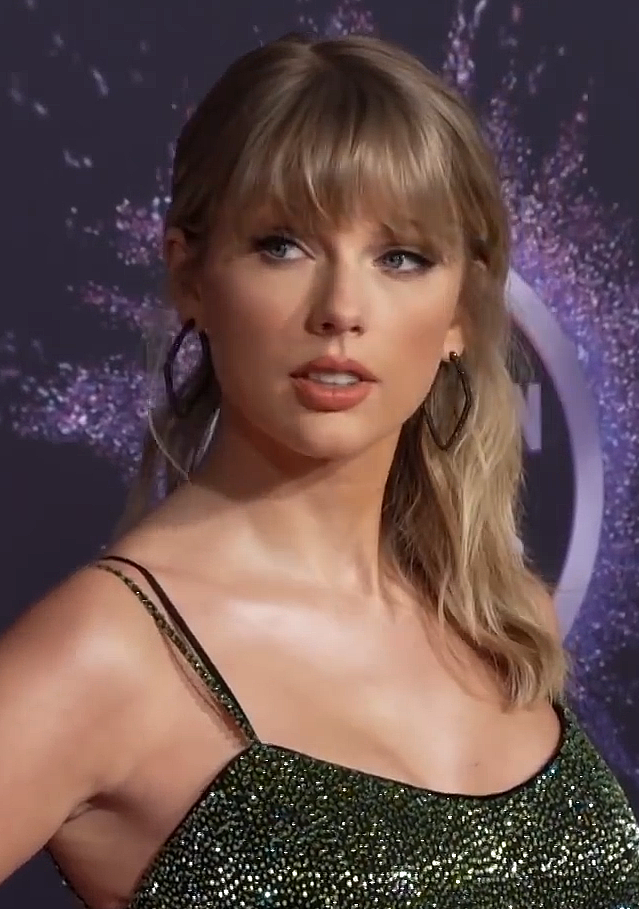
Taylor Swift đã đạt được đĩa đơn quán quân thứ 6 và 7 với "Cardigan" và Willow"; cả 2 đều đứng đầu Hot 100 trong cùng một tuần, album của nó đã đứng đầu bảng xếp hạng Billboard 200, khiến cô trở thành nghệ sĩ đầu tiên làm được điều này.

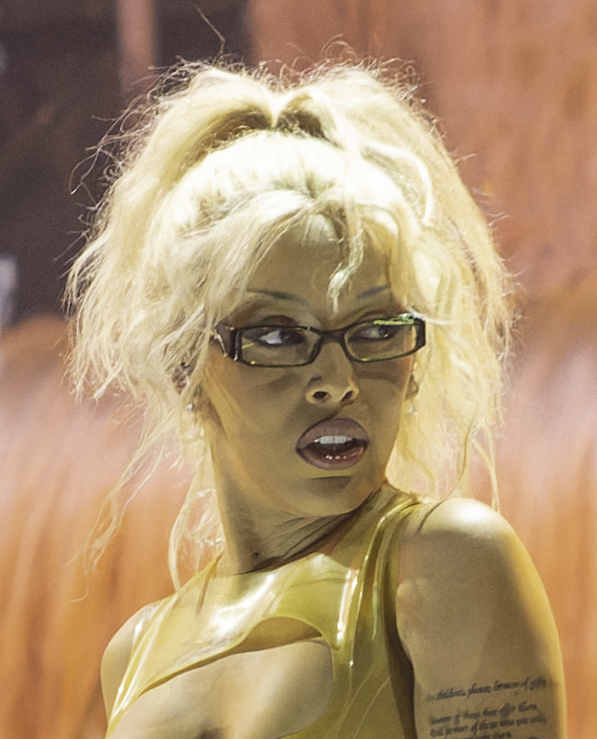
Doja Cat có đĩa đơn quán quân đầu tiên với bản remix của "Say So", hợp tác với Nicki Minaj — sự hợp tác đầu tiên giữa hai nữ rapper đứng đầu bảng xếp hạng.

Billboard Hot 100 là một bảng xếp hạng liệt kê theo thứ tự các bài hát nổi bật nhất tại thị trường Hoa Kỳ. Số liệu của bảng xếp hạng này được MRC Data tổng hợp và xuất bản hàng tuần bởi tạp chí Billboard, dựa trên tổng doanh số bán đĩa vật lý và lượt tải kỹ thuật số hàng tuần, tần suất phát sóng trên các đài phát thanh của Hoa Kỳ và lượt phát trực tuyến trên các dịch vụ âm nhạc trực tuyến.
Trong năm 2020, 20 đĩa đơn đã đạt vị trí số 1 trên Hot 100, đưa năm 2020 trở thành năm có nhiều đĩa đơn quán quân nhất trên Hot 100 kể từ năm 1991, với 27 đĩa đơn. Đĩa đơn quán quân thứ 21 và 21 vào năm 2020, "All I Want for Christmas Is You" của Mariah Carey và "Circles" của Post Malone, cả hai đều đạt vị trí quán quân đầu tiên vào năm 2019. 25 nghệ sĩ đã đứng đầu Hot 100 vào năm 2020, với 14 nghệ sĩ — Roddy Ricch, The Scotts, Kid Cudi, Doja Cat, Nicki Minaj, Megan Thee Stallion, DaBaby, 6ix9ine, Harry Styles, BTS, M.I.A., Jawsh 685, 24kGoldn và Iann Dior — đạt được đĩa đơn quán quân đầu tiên. Ariana Grande và BTS mỗi người đạt được 3 đĩa đơn quán quân. "The Box" của Roddy Ricch là đĩa đơn quán quân lâu nhất trong năm, dẫn đầu bảng xếp hạng trong 11 tuần; mặc dù vậy, "Blinding Lights" của The Weeknd đã đứng đầu bảng xếp hạng Billboard Hot 100 vào cuối năm.
Lần đầu tiên kể từ năm 1990, 6 bài hát đã đứng đầu Hot 100 trong 6 tuần liên tiếp, cụ thể là "The Scotts" của The Scotts (Travis Scott và Kid Cudi), "Say So" của Doja Cat hợp tác với Nicki Minaj, "Stuck with U" của Ariana Grande và Justin Bieber, "Savage" của Megan Thee Stallion hợp tác với Beyoncé, "Rain on Me" của Lady Gaga và Ariana Grande, và "Rockstar" của DaBaby hợp tác với Ricch. Billboard đã nêu bật mức doanh thu bất thường này cho vị trí số 1 trên bảng xếp hạng, đồng thời nêu ra nhiều lý do dẫn đến hiện tượng này — các bản remix của bài hát, các hoạt động mua/phát trực tuyến có tổ chức của người hâm mộ và việc phát hành nhiều bản sao vật lý có thể sưu tập được (CD và vinyl) và các gói của các nghệ sĩ để khuyến khích người hâm mộ mua nhiều bản sao của một bài hát. Điều này khiến bảng xếp hạng Hot 100 trở thành "yếu tố tuần đầu tiên nhiều hơn bình thường", giải thích cho sự sụt giảm đơn vị bán hàng của một bài hát sau khi nó đạt vị trí số 1.
Vào tháng 7 năm 2020, Billboard thông báo rằng bảng xếp hạng Hot 100 "sẽ không còn cho phép" việc bán các gói sản phẩm bundles cho bản vật lý/kỹ thuật số, đây là một hoạt động "phổ biến" trong ngành không sản xuất và vận chuyển vinyl, CD và các bản sao vật lý khác cho người tiêu dùng trong nhiều tuần hoặc vài tháng, nhưng làm cho bản tải kỹ thuật số đi kèm có thể đổi được ngay lập tức, một chiến thuật thường được các nghệ sĩ như Ariana Grande, Justin Bieber và 6ix9ine sử dụng để tăng vị trí trên bảng xếp hạng của họ; Billboard khẳng định rằng những đĩa đơn vật lý đó sẽ chỉ được tính khi chúng được chuyển đến tay người tiêu dùng, khiến chiến thuật này trở nên "không hiệu quả".
Năm 2020 đã phá kỷ lục cho năm có nhiều đĩa đơn ra mắt ở vị trí quán quân nhất trên Hot 100, với 12 bài hát ra mắt trên vị trí quán quân Hot 100: "Toosie Slide" của Drake, "The Scotts" của The Scotts (Travis Scott và Kid Cudi), "Stuck With U" của Ariana Grande và Justin Bieber, "Rain On Me" của Lady Gaga và Ariana Grande, "Trollz" của 6ix9ine và Nicki Minaj, "Cardigan" của Taylor Swift, "WAP" của Cardi B hợp tác với Megan Thee Stallion, "Dynamite" của BTS, "Franchise" của Travis Scott hợp tác với Young Thug và M.I.A., "Positions" của Ariana Grande, "Life Goes On" của BTS, và "Willow" của Taylor Swift, theo thứ tự đó. Năm 2020 tiếp tục đánh dấu năm dương lịch đầu tiên trong lịch sử Hot 100 có nhiều hơn một sự hợp tác của nghệ sĩ nữ ở vị trí quán quân, với 4 nghệ sĩ nữ.

## Lịch sử xếp hạng
| Best performing song of 2020 | Chỉ đĩa đơn đứng đầu bảng xếp hạng cuối năm 2020 của Billboard. |

| TT.  | Ấn bản ngày | Bài hát                                        | Nghệ sĩ                                       | Ng.           |
| ---- | ----------- | ---------------------------------------------- | --------------------------------------------- | ------------- |
| 1095 | 4 tháng 1   | "All I Want for Christmas Is You"              | Mariah Carey                                  | [ 6 ]         |
| lại  | 11 tháng 1  | "Circles"                                      | Post Malone                                   | [ 7 ]         |
| 1096 | 18 tháng 1  | "The Box"                                      | Roddy Ricch                                   | [ 8 ]         |
| 1096 | 25 tháng 1  | "The Box"                                      | Roddy Ricch                                   | [ 9 ]         |
| 1096 | 1 tháng 2   | "The Box"                                      | Roddy Ricch                                   | [ 10 ]        |
| 1096 | 8 tháng 2   | "The Box"                                      | Roddy Ricch                                   | [ 11 ]        |
| 1096 | 15 tháng 2  | "The Box"                                      | Roddy Ricch                                   | [ 12 ]        |
| 1096 | 22 tháng 2  | "The Box"                                      | Roddy Ricch                                   | [ 13 ]        |
| 1096 | 29 tháng 2  | "The Box"                                      | Roddy Ricch                                   | [ 14 ]        |
| 1096 | 7 tháng 3   | "The Box"                                      | Roddy Ricch                                   | [ 15 ]        |
| 1096 | 14 tháng 3  | "The Box"                                      | Roddy Ricch                                   | [ 16 ]        |
| 1096 | 21 tháng 3  | "The Box"                                      | Roddy Ricch                                   | [ 17 ]        |
| 1096 | 28 tháng 3  | "The Box"                                      | Roddy Ricch                                   | [ 18 ]        |
| 1097 | 4 tháng 4   | "Blinding Lights"                              | The Weeknd                                    | [ 19 ]        |
| 1097 | 11 tháng 4  | "Blinding Lights"                              | The Weeknd                                    | [ 20 ]        |
| 1098 | 18 tháng 4  | "Toosie Slide"                                 | Drake                                         | [ 21 ]        |
| lại  | 25 tháng 4  | "Blinding Lights"                              | The Weeknd                                    | [ 22 ]        |
| lại  | 2 tháng 5   | "Blinding Lights"                              | The Weeknd                                    | [ 23 ]        |
| 1099 | 9 tháng 5   | "The Scotts"                                   | The Scotts, Travis Scott và Kid Cudi          | [ 24 ]        |
| 1100 | 16 tháng 5  | "Say So"                                       | Doja Cat hợp tác với Nicki Minaj              | [ 25 ]        |
| 1101 | 23 tháng 5  | "Stuck with U"                                 | Ariana Grande và Justin Bieber                | [ 26 ]        |
| 1102 | 30 tháng 5  | "Savage"                                       | Megan Thee Stallion hợp tác với Beyoncé       | [ 27 ]        |
| 1103 | 6 tháng 6   | "Rain on Me"                                   | Lady Gaga và Ariana Grande                    | [ 28 ]        |
| 1104 | 13 tháng 6  | "Rockstar"                                     | DaBaby hợp tác với Roddy Ricch                | [ 29 ]        |
| 1104 | 20 tháng 6  | "Rockstar"                                     | DaBaby hợp tác với Roddy Ricch                | [ 30 ]        |
| 1105 | 27 tháng 6  | "Trollz"                                       | 6ix9ine và Nicki Minaj                        | [ 31 ]        |
| lại  | 4 tháng 7   | "Rockstar"                                     | DaBaby hợp tác với Roddy Ricch                | [ 32 ]        |
| lại  | 11 tháng 7  | "Rockstar"                                     | DaBaby hợp tác với Roddy Ricch                | [ 33 ]        |
| lại  | 18 tháng 7  | "Rockstar"                                     | DaBaby hợp tác với Roddy Ricch                | [ 34 ]        |
| lại  | 25 tháng 7  | "Rockstar"                                     | DaBaby hợp tác với Roddy Ricch                | [ 35 ]        |
| lại  | 1 tháng 8   | "Rockstar"                                     | DaBaby hợp tác với Roddy Ricch                | [ 36 ]        |
| 1106 | 8 tháng 8   | "Cardigan"                                     | Taylor Swift                                  | [ 37 ]        |
| 1107 | 15 tháng 8  | "Watermelon Sugar"                             | Harry Styles                                  | [ 38 ]        |
| 1108 | 22 tháng 8  | "WAP"                                          | Cardi B hợp tác với Megan Thee Stallion       | [ 4 ]         |
| 1108 | 29 tháng 8  | "WAP"                                          | Cardi B hợp tác với Megan Thee Stallion       | [ 39 ]        |
| 1109 | 5 tháng 9   | "Dynamite"                                     | BTS                                           | [ 40 ]        |
| 1109 | 12 tháng 9  | "Dynamite"                                     | BTS                                           | [ 41 ]        |
| lại  | 19 tháng 9  | "WAP"                                          | Cardi B hợp tác với Megan Thee Stallion       | [ 42 ]        |
| lại  | 26 tháng 9  | "WAP"                                          | Cardi B hợp tác với Megan Thee Stallion       | [ 43 ]        |
| lại  | 3 tháng 10  | "Dynamite"                                     | BTS                                           | [ 44 ]        |
| 1110 | 10 tháng 10 | "Franchise"                                    | Travis Scott hợp tác với Young Thug và M.I.A. | [ 45 ]        |
| 1111 | 17 tháng 10 | "Savage Love (Laxed – Siren Beat) (BTS Remix)" | Jawsh 685, Jason Derulo và BTS                | [ 46 ]        |
| 1112 | 24 tháng 10 | "Mood"                                         | 24kGoldn hợp tác với Iann Dior                | [ 47 ]        |
| 1112 | 31 tháng 10 | "Mood"                                         | 24kGoldn hợp tác với Iann Dior                | [ 48 ]        |
| 1113 | 7 tháng 11  | "Positions"                                    | Ariana Grande                                 | [ 49 ]        |
| lại  | 14 tháng 11 | "Mood"                                         | 24kGoldn hợp tác với Iann Dior                | [ 50 ] [ 51 ] |
| lại  | 21 tháng 11 | "Mood"                                         | 24kGoldn hợp tác với Iann Dior                | [ 52 ] [ 53 ] |
| lại  | 28 tháng 11 | "Mood"                                         | 24kGoldn hợp tác với Iann Dior                | [ 54 ] [ 55 ] |
| 1114 | 5 tháng 12  | "Life Goes On"                                 | BTS                                           | [ 56 ] [ 57 ] |
| lại  | 12 tháng 12 | "Mood"                                         | 24kGoldn hợp tác với Iann Dior                | [ 58 ] [ 59 ] |
| lại  | 19 tháng 12 | "All I Want for Christmas Is You"              | Mariah Carey                                  | [ 60 ] [ 61 ] |
| 1115 | 26 tháng 12 | "Willow"                                       | Taylor Swift                                  | [ 3 ] [ 62 ]  |